# Rycerze średniowiecznej Europy łacińskiej
Rycerze średniowiecznej Europy łacińskiej - książka autorstwa Franciszka Kusiaka wydana w 2002 roku nakładem Państwowego Instytutu Wydawniczego. Praca podzielona jest na cztery rozdziały: "Rycerskie zasady", "Droga do godności rycerskiej", "Czas wojny", "Czas pokoju". 